# Quiaios
Quiaios is een plaats (freguesia) in de Portugese gemeente Figueira da Foz en telt 3118 inwoners (2001).